# De Modderige Bol
De Modderige Bol bij Goëngahuizen is een poldermolen van het type spinnenkop. De molen is sinds 1978 eigendom van Stichting De Fryske Mole. Voorheen bemaalde de molen de polder Adamse; tegenwoordig heeft de molen geen functie meer en maalt water in een circuit rond.
De Modderige Bol staat bij een camping. Er staan drie molens in Goëngahuizen. De andere twee zijn de De Jansmolen, die 100 meter oostelijker staat, en de molen Heechhiem, die een kilometer westelijker staat.